# Baile pampa
El baile pampa es una danza nativa argentina.

## Clasificación
Danza de galanteo de parejas sueltas e independientes, de movimientos vivos, se baila con castañetas y paso básico, en la 1º colocación.

## Coreografía
- 1. Giro (2c.)
- 2. vuelta entera (6c).
- 3. Contravuelta (8c).
- 4. Zarandeo y zapateo (8c).
- 5. Paseo al hacia el público con manos derechas y contragiro a la bailarina (6c).
- 6. Zarandeo y zapateo (8c).
- 7. Paseo de regreso con manos izquierdas (6c).
- 8. Media contravuelta (4c).
- 9. Semigiro, retroceso y coronación (4c).

## Segunda
Es similar a la 1º, los bailarines comienzan en los lugares opuestos.
Y el primer paseo es hacia el foro